# Lynn Nightingale
Pour les articles homonymes, voir Nightingale.
Lynn Nightingale, née le 5 août 1956 à Edmonton (Alberta), est une patineuse artistique canadienne, quadruple championne du Canada entre 1974 et 1977.

## Biographie

### Carrière sportive
Lynn Nightingale est quadruple championne du Canada entre 1974 et 1977.
Elle représente son pays à cinq mondiaux (1973 à Bratislava, 1974 à Munich, 1975 à Colorado Springs, 1976 à Göteborg et 1977 à Tokyo) et aux Jeux olympiques de 1976 à Innsbruck. Pour les autres compétitions internationales d'importance, elle remporte les deux premiers Skate Canada en 1973 et 1974, ainsi que le Moscou Skate 1974.
Elle quitte les compétitions sportives après les mondiaux de 1977.

### Études
Lynn Nightingale est diplômé de l'Université Western Ontario en 1985.

## Palmarès
| Compétitions principales | 1973    | 1974    | 1975    | 1976    | 1977    |  |  |  |  |  |  |  |  |  |  |  |
| Jeux olympiques d'hiver  |         |         |         | 9e      |         |  |  |  |  |  |  |  |  |  |  |  |
| Championnats du monde    | 10e     | 6e      | 7e      | 7e      | 8e      |  |  |  |  |  |  |  |  |  |  |  |
| Championnats du Canada   | 3e      | 1re     | 1re     | 1re     | 1re     |  |  |  |  |  |  |  |  |  |  |  |
|                          |         |         |         |         |         |  |  |  |  |  |  |  |  |  |  |  |
| Autres Compétitions      | 1972/73 | 1973/74 | 1974/75 | 1975/76 | 1976/77 |  |  |  |  |  |  |  |  |  |  |  |
| Skate Canada             |         | 1re     | 1re     |         |         |  |  |  |  |  |  |  |  |  |  |  |
| Trophée Richmond         | 4e      |         |         | 1re     |         |  |  |  |  |  |  |  |  |  |  |  |
| Moscou Skate             |         |         | 1re     |         |         |  |  |  |  |  |  |  |  |  |  |  |
|                          |         |         |         |         |         |  |  |  |  |  |  |  |  |  |  |  |